# EUROSAI
La EUROSAI (Organización Europea de Entidades Fiscalizadoras Superiores) es uno de los grupos de trabajo regionales de la Organización Internacional de las Entidades Fiscalizadoras Superiores (INTOSAI), que agrupa a las Entidades Fiscalizadoras Superiores (EFS) de 191 países miembros de pleno derecho y de 4 miembros asociados, y está catalogada como organismo de apoyo a Naciones Unidas.

## Historia
EUROSAI se constituyó con 30 miembros (las EFS de 29 Estados europeos y el Tribunal de Cuentas Europeo). En la actualidad el número de miembros asciende a 50 EFS (las EFS de 49 Estados europeos y el Tribunal de Cuentas Europeo).

Aunque EUROSAI es el más joven de los siete grupos de trabajo regionales de INTOSAI, la idea de una organización europea de EFS se remonta a la fundación de INTOSAI en 1953. Los primeros pasos efectivos hacia el establecimiento de EUROSAI se dieron en 1974 durante el VIII Congreso de INTOSAI en Madrid (1974). Entre 1975 y 1989 las EFS de Italia y España, a través del Comité de Contacto de Presidentes de las EFS de los países de la Comunidad Económica Europea, fueron allanando el camino hacia la constitución de EUROSAI mediante la preparación de los borradores iniciales de los estatutos de EUROSAI. En junio de 1989 el XIII Congreso de INTOSAI, celebrado en Berlín, aprobó la "Declaración de Berlín", que incluía el acuerdo de creación de la Organización Europea de EFS.

En noviembre de 1990 se celebró en Madrid (España) la Conferencia Constitutiva y el I Congreso de EUROSAI. Durante el mismo, se eligió a su primer Presidente y Comité Directivo, se debatieron y aprobaron los Estatutos, y se estableció la sede y la Secretaría permanente.

## Tareas
Los objetivos de la organización, definidos en el artículo 1 de sus Estatutos, son promover la cooperación profesional entre las instituciones miembros, fomentar el intercambio de información y documentación, avanzar en el estudio de la fiscalización del sector público, estimular la creación de Cátedras universitarias en esta materia y trabajar hacia la armonización de la terminología en materia de fiscalización pública.

## Órganos
EUROSAI desarrolla su actividad a través de tres órganos; el Congreso, el Comité Directivo y la Secretaría.

### Congreso
(Sello postal alemán de 2005, emitido con motivo del VI Congreso en Bonn.)
De acuerdo con los Estatutos de la organización, el Congreso de EUROSAI es la máxima autoridad de la organización y se compone de todos sus miembros. Se convoca cada tres años. Hasta ahora, se han celebrado los siguientes congresos: 
• 1990: Madrid, España (Conferencia Constitutiva)
• 1993: Estocolmo, Suecia
• 1996: Praga, República Checa
• 1999: Paris, Francia
• 2002: Moscú, Rusia
• 2005: Bonn, Alemania
• 2008: Cracovia, Polonia
• 2011: Lisboa, Portugal
El próximo Congreso se celebrará en los Países Bajos en 2014.

### Comité Directivo
De acuerdo con los Estatutos, el Comité Directivo de EUROSAI se compone de ocho miembros: cuatro miembros de pleno derecho (los Presidentes de las EFS que acogieron las dos últimas sesiones ordinarias del Congreso, el presidente de la EFS que organizará la siguiente reunión ordinaria del Congreso, y el Secretario General de EUROSAI), y cuatro miembros elegidos por el Congreso por un período de seis años (dos miembros renovables cada tres años). Los Presidentes de las EFS que forman parte del Comité Directivo de INTOSAI y son miembros de EUROSAI también participan en el Comité Directivo, en calidad de observadores.

### Secretaría
La Secretaría la ostenta de forma permanente la EFS de España (Tribunal de Cuentas), que es, a su vez, la sede de EUROSAI.

## Plan Estratégico
El VIII Congreso de EUROSAI celebrado en Lisboa aprobó el Plan Estratégico de EUROSAI 2011-2017. Este primer Plan Estratégico define la misión, visión y valores de la organización:
•Misión: EUROSAI es la organización de la Entidades Fiscalizadoras Superiores de Europa. Sus miembros colaboran con el fin de fortalecer la fiscalización del sector público en la región, contribuyendo con ello a la labor de INTOSAI.
•Visión: EUROSAI promueve el buen gobierno, que incluye la responsabilidad, la transparencia y la integridad. Ofrece un marco dinámico para la cooperación y ayuda a sus miembros a cumplir sus mandatos de la mejor manera posible.
•Valores: independencia, integridad, profesionalidad, credibilidad, inclusión, cooperación, innovación, sostenibilidad, respeto al medio ambiente.
Se basa en cuatro objetivos estratégicos que reflejan las necesidades y prioridades de los miembros de la organización:
• Equipo Meta 1 - Creación de capacidades: la creación de capacidades supone desarrollar las destrezas, los conocimientos, las estructuras y las maneras de trabajar que hacen a una Organización más efectiva, consolidando los puntos fuertes y abordando las lagunas y aspectos mejorables. EUROSAI mantiene el compromiso de facilitar el desarrollo de EFS sólidas, independientes y altamente profesionales.
• Equipo Meta 2 - Normas Profesionales: con el fin de cumplir sus tareas de manera competente y profesional, las EFS necesitan un marco actualizado de normas profesionales internacionales. INTOSAI está desarrollando un conjunto de tales normas. EUROSAI promoverá y facilitará su aplicación por parte de sus miembros, a la medida de sus respectivas tareas y necesidades.
• Equipo de Meta 3 – Intercambio de Conocimientos: con el fin de fortalecer la fiscalización del sector público, la rendición de cuentas, el buen gobierno y la transparencia en la región, EUROSAI se propone mejorar el intercambio de conocimientos, información y experiencias entre sus miembros así como con socios externos.
• Equipo de Meta 4 - Gestión y Comunicación: para llevar a cabo su misión de manera eficiente y mejorar su capacidad de satisfacer las demandas de sus miembros es necesario que EUROSAI esté bien gestionado. El modelo actual se ha diseñado de acuerdo con los principios de buen gobierno y comunicación efectiva. Este modelo es, asimismo, reflejo de las metas estratégicas, promueve la mayor participación posible de las EFS miembros en el quehacer de la Organización, y establece sólidos lazos entre todos los órganos de EUROSAI implicados en la ejecución del plan estratégico.